# Main Event der World Series of Poker 1999
Das Main Event der World Series of Poker 1999 war das Hauptturnier der 30. Austragung der Poker-Weltmeisterschaft in Las Vegas.

## Turnierstruktur
Das Hauptturnier der World Series of Poker in No Limit Hold’em startete am 10. Mai und endete mit dem Finaltisch am 13. Mai 1999. Ausgetragen wurde das Turnier im Binion’s Horseshoe in Las Vegas. Die insgesamt 393 Teilnehmer mussten ein Buy-in von je 10.000 US-Dollar zahlen, für sie gab es 36 bezahlte Plätze. Der Schweizer Chris Bigler war der erste deutschsprachige Spieler, der bei einem Main Event der WSOP die Geldränge erreichte.

## Finaltisch

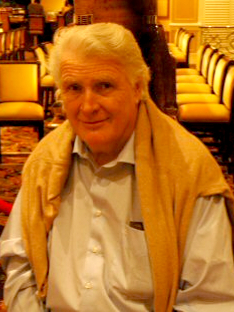
Noel Furlong (2005)

Der Finaltisch wurde am 13. Mai 1999 ausgespielt. In der finalen Hand gewann Furlong mit 5♣ 5♦ gegen Goehring mit 6♥ 6♣.
| Platz | Herkunft           | Spieler           | Preisgeld (in $) |
| ----- | ------------------ | ----------------- | ---------------- |
| 1     | Irland             | Noel Furlong      | 1.000.000        |
| 2     | Vereinigte Staaten | Alan Goehring     | 0.768.625        |
| 3     | Irland             | Padraig Parkinson | 0.489.125        |
| 4     | Vereinigte Staaten | Erik Seidel       | 0.279.500        |
| 5     | Schweiz            | Chris Bigler      | 0.212.420        |
| 6     | Vereinigte Staaten | Huck Seed         | 0.167.700        |